# Нюрен, Магнус Олафович
Ма́гнус О́лафович (Макси́м Ола́евич) Ню́рен (швед. Nyrén Magnus Olaf, 21 февраля 1837, Брунскуг (швед. Brunskog), лен Вермланд, Швеция — 16 января 1921, Стокгольм) — русский астроном шведского происхождения, член-корреспондент Петербургской АН (1898). В 1859 году окончил университет в Уппсале (Швеция). Его диссертация «Опыт определения постоянной процессии из сложных звезд» обратила на себя внимание ученых, и О. В. Струве в 1868 году пригласил его в Пулковскую обсерваторию, где он работал до 1907 года.
В течение четырёх с половиной лет фактически исполнял должность вице-директора обсерватории, которую не занял официально из-за слабого знания русского языка. В 1907 году вышел в отставку и поселился в Стокгольме, занимаясь подготовкой публикаций для Пулковской обсерватории.
Участвовал в наблюдениях для составления пулковских фундаментальных каталогов точных положений звёзд. В 1872—1875 годах по наблюдениям на вертикальном круге в Пулкове подтвердил вывод X. И. Петерса об изменяемости широт. Ряд работ посвящён определению астрономических постоянных. Из наблюдений в 1885 году получил значение годичной аберрации звёзд равное 20,49" (при современном значении 20,496"). Занимался исследованием ошибок астрономических инструментов и улучшением методики обработки наблюдений.

## Научные труды
- Détermination du coeffiecient constant de la précession au moyen d'étoiles de faible éclat (1870);
- Bestimmung der L ängendifferenz zwischen den Sternwarten Stockholm und Helsingfors (1871);
- Die Polhöhe von Pulkowa (1873);
- Bestimmung der Nutation der Erdachse (1874);
- Das Äquinoktium für 1865 (1877);
- Sur l’aberration des é toiles fixes (1883);
- Untersuchung der Repsold’schen Theilung des Pulkowaer Verticalkreises (1885);
- Declinationsbestimmungen einiger helleren Sterne (1888);
- Variations de la latitude de Poulkova (1893).